# Toba
Toba (鳥羽市?) è una città del Giappone, nella prefettura di Mie, con circa 25 000 abitanti, nell'isola di Honshū.

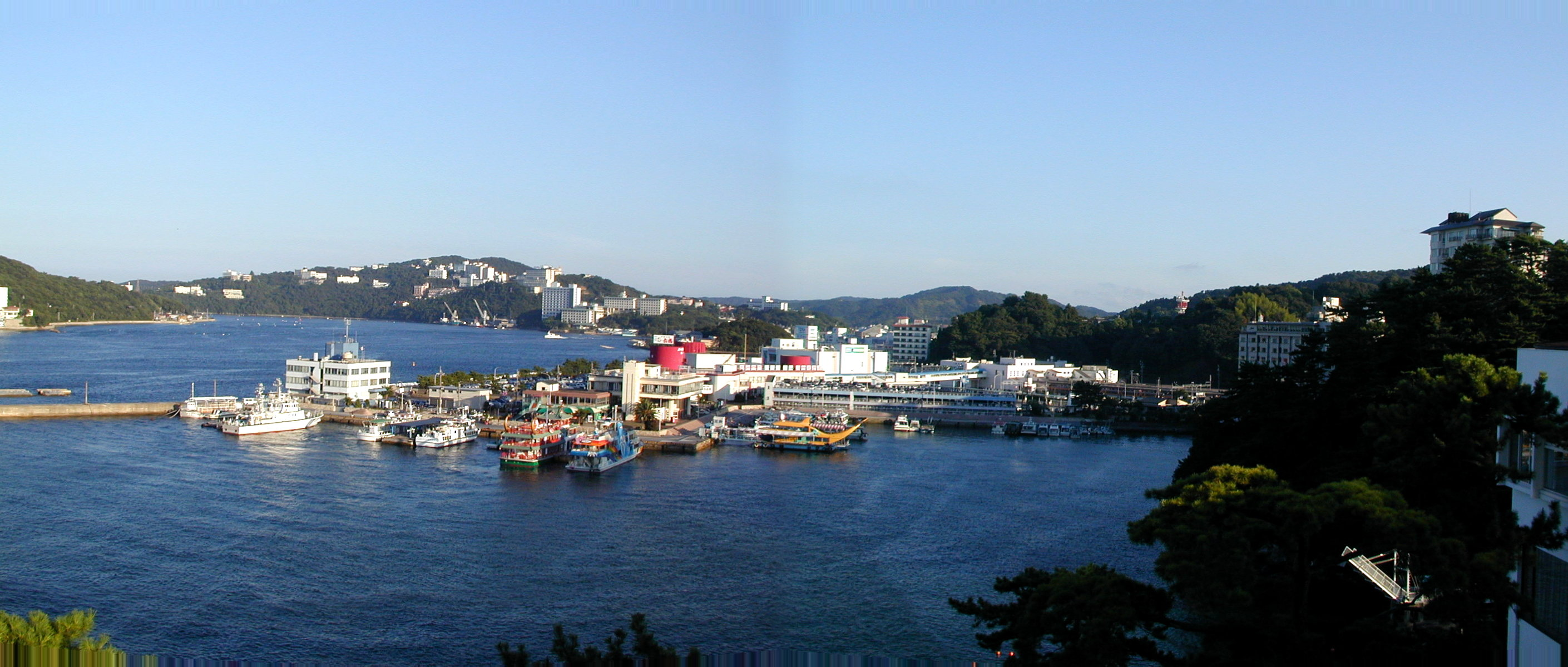
Baia di Toba
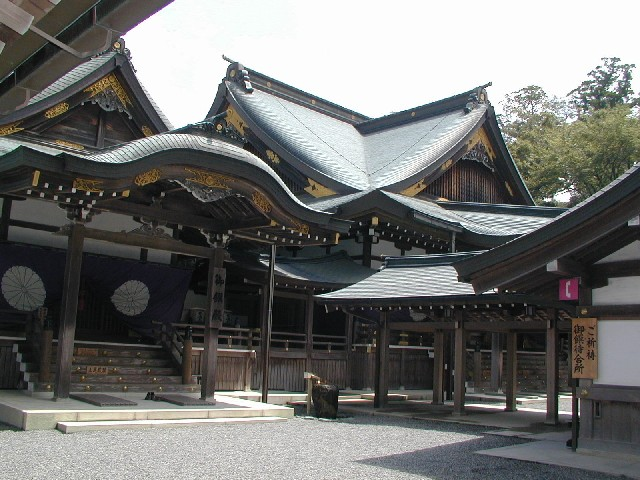
Tempio di Ise